# 스타 (잡지)
스타(Star)는 유명 연예인의 가십이나 스캔들을 다루는 미국의 연예 전문 잡지이다.

## 역사
1974년 뉴욕에 호주 출신의 언론 재벌 루퍼트 머독이 본사를 설립하고 타블로이드 지로서 출발했다. 1980년대 후반 뉴욕 내 태리타운으로 사무실을 옯겨갔으며 후에 머독은 〈인콰이어러〉의 모회사인 아메리칸 미디어에 매각했다.
원래 저렴하고 편의점에서 쉽게 볼 수 있던 일종의 정보지 같은 역할을 했던 스타 지는 신문 용지에 인쇄됐다. 굉장한 성공을 거뒀음에도 인콰이어러의 빛에 가려 있기도 했다. 후에는 텔레비전 연예 프로그램의 급성장으로 판매부수가 감소하기도 했다.
1999년 아메리칸 미디어가 데이빗 페커를 필두로 한 투자자들에 인수되면서 데이빗은 다른 타블로이드 판과는 달리 결코 플로리다로 본사 이전을 고려하진 않을 것이라고 단언했다. 하지만 1년도 채 안 되어 그의 약속은 사라졌으며 플로리다 보카 라톤으로 옮겨가면서 인콰이어러와 같은 건물을 쓰게 됐다.
2004년 초 〈스타 지〉는 타블로이드가 아닌 정통 잡지로 탈바꿈하면서 종이의 질을 바꾸고 고급스러운 이미지를 최신 뉴스와 함께 다루면서 부각하도록 하겠다고 밝혔다. 하지만 여전히 기본 형태는 타블로이드와 유사해 "지난 주 최악의 패션테러리스트" 등에 대해서 싣기도 하며 "유명인의 식사법"을 소개하거나 성형 수술의 전후 사진을 보여주는 등의 사진을 다루기도 한다.
현재 광고주를 계속해서 끌어들일만큼 여력이 없기에 적자가 지속되고 있어 경쟁사인 〈US Weekly〉를 아메리칸 미디어 사에 합병하여 같이 운용할 계획이 있는 것으로 알려지고 있다.